# Дайдесхайм
Дайдесхайм (нем. Deidesheim) — город в Германии, в земле Рейнланд-Пфальц.
Входит в состав района Бад-Дюркхайм. Подчиняется управлению Дайдесхайм. Население составляет 3692 человека (на 31 декабря 2010 года). Занимает площадь 26,53 км². Официальный код — 07 3 32 009.
В Дайдесхайме провёл последние дни Франц Арманд Буль, сын немецкого политика Франца Питера Буля (нем. Franz Peter Buhl; 1809—1862).

## География

### Расположение
Город Дайдесхайм находится в Германии, в земле Рейнланд-Пфальц, которая является одной из самых лесистых земель Германии и граничащая с тремя странами мира. Сам же город находится примерно в 1 километру в восточную сторону от города Хардта. Проходит через немецкий винный путь, также известный как Германская винная дорога.

### Климат
Климат данного города характерен для Пфальца и для юго-западной части Германии в целом. Например, в городе относительное количество осадков довольно низкое, а количество солнечных дней в году обычно около пятидесяти.

## Культура

### Фестивали

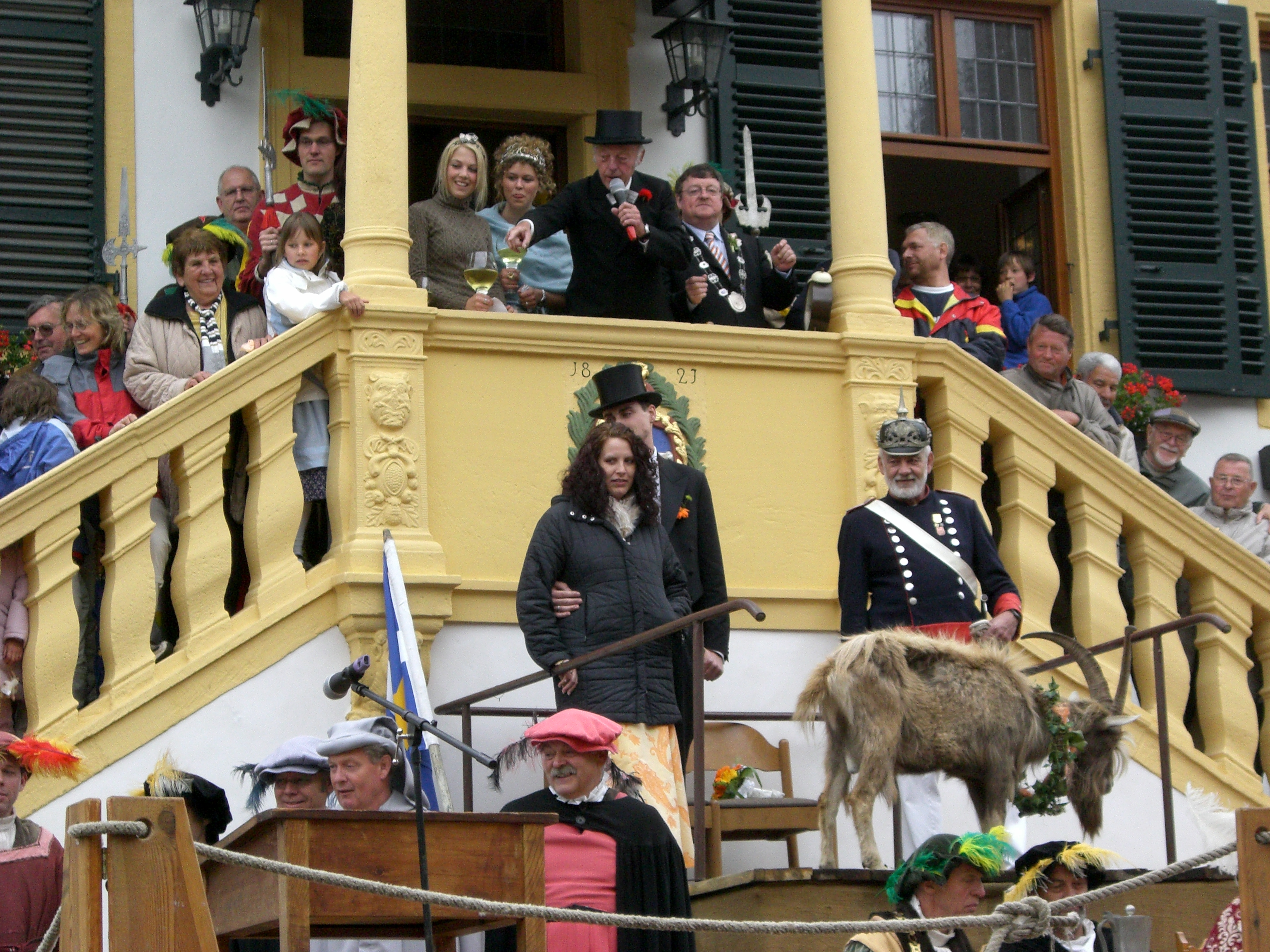
Козлиный аукцион

Фестиваль «Козлиный аукцион» — популярный фестиваль в виде исторической игры, празднуется в первый вторник после Пятидесятницы каждый год. Поводом является старинное соглашение с соседним муниципалитетом Ламбрехта, согласно которому каждый год живой козёл должен поставляться в Дайдесхайм для компенсации права на древесину и выпас скота в пограничном районе между Ламбрехтом и Дайдесхаймом, и который будет продан с аукциона в Дайдесхайме, а вырученные средства пойдут в город Дайдесхайм. Этот исторический факт со временем превратился в забавный фестиваль.

### Здания

#### Бывшая синагога
Здание синагоги было построено в середине 19 века еврейской общиной. Синагога прекратила свою деятельность во времена нацистской Германии, после чего здание синагоги использовалось в качестве склада. Со второй половины 1980-х годов это здание находится под охраной, принадлежит городу и используется для культурных мероприятий.

#### Приходская церковь Святого Ульриха
Данная церковь была построена между 1440 и 1480 годами в качестве преемника старой часовни Святой Марии. Это трехнефная базилика со сводчатыми колоннами и единственное крупное церковное здание Пфальца, сохранившееся с середины 15 века.

#### Историческая ратуша (нем.Historisches Rathaus)
Ратуша была построена в шестнадцатом веке, приблизительно в 1532-м году. Во время Девятилетней войны здание значительно пострадало, после чего ратуша была отреставрирована. Витражи в окнах изображают гербы высаженных семей жильцов. C 1986 года в здании располагается музей.

#### Замок Котбус (нем.Schloss Deidesheim)
Этот замок был построен в 13-м веке, и с тех пор неоднократно подвергался реконструкции по различным причинам, например, за всю свою историю он был дважды разрушен.

### Фонтаны

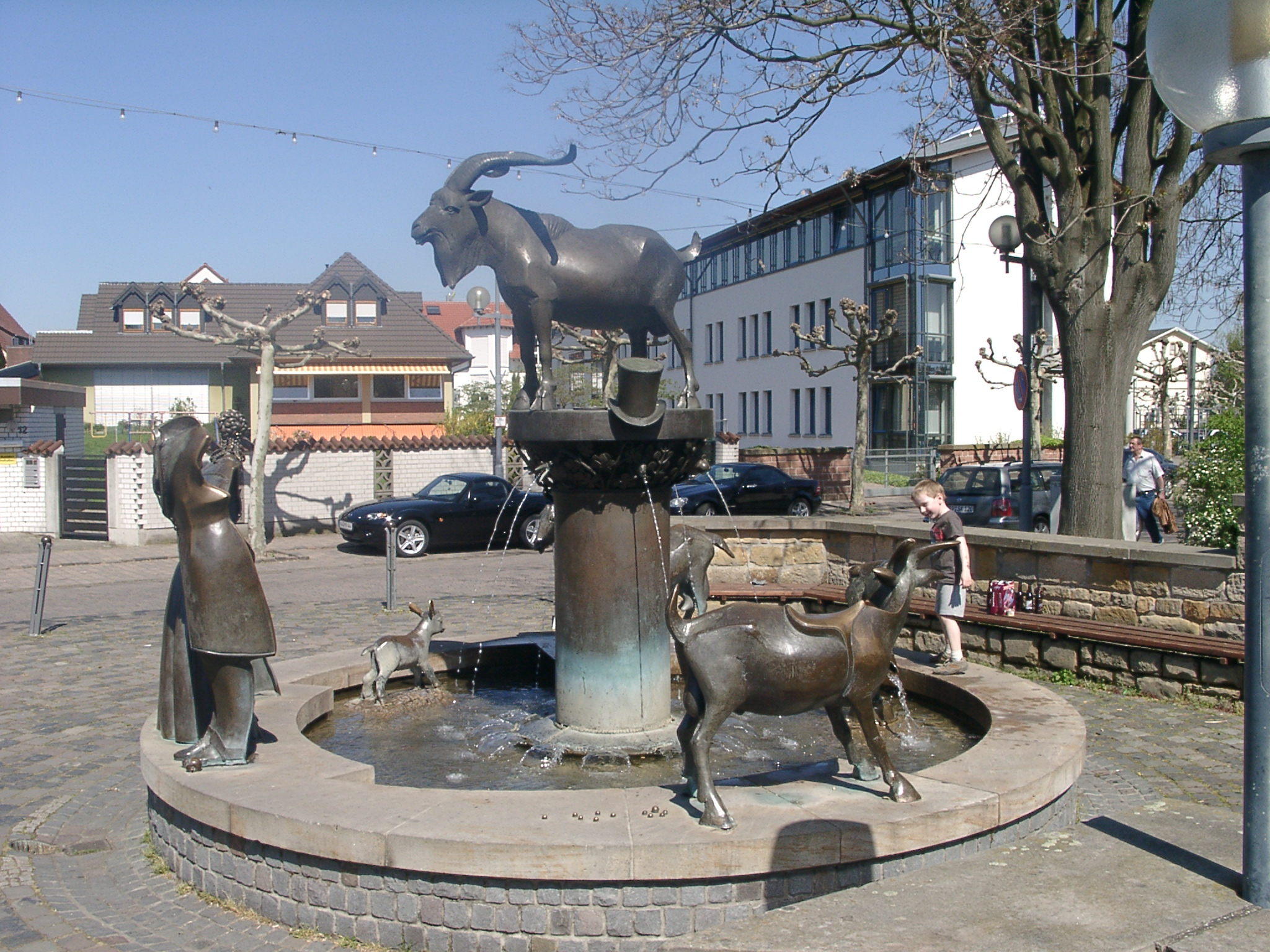
Фонтан с фигурой козла

В городе Дайдесхайме присутствуют три фонтана разных времён постройки.

#### Гайсбокбруннен (нем.Geißbockbrunnen)
Фонтан с фигурой козла был создан в 1985 году скульптором Гернотом Румпфом Располагается на главной площади города, на противоположной стороне от городской ратуши, где проходят различные мероприятия, в том числе и фестиваль «Козлиный аукцион».

#### Браухтумсбруннен (нем.Brauchtumsbrunnen)
Работы над данным фонтаном были завершены в 2003 году, работу над ним осуществлял скульптор Карл Зайтер. Находится в королевском саду (нем. Königsgarten; также встречается вариант наименования Сад короля) города Дайдесхайма. Около фонтана располагаются и другие небольшие скульптуры, будь то дамская шляпа или ботинки.

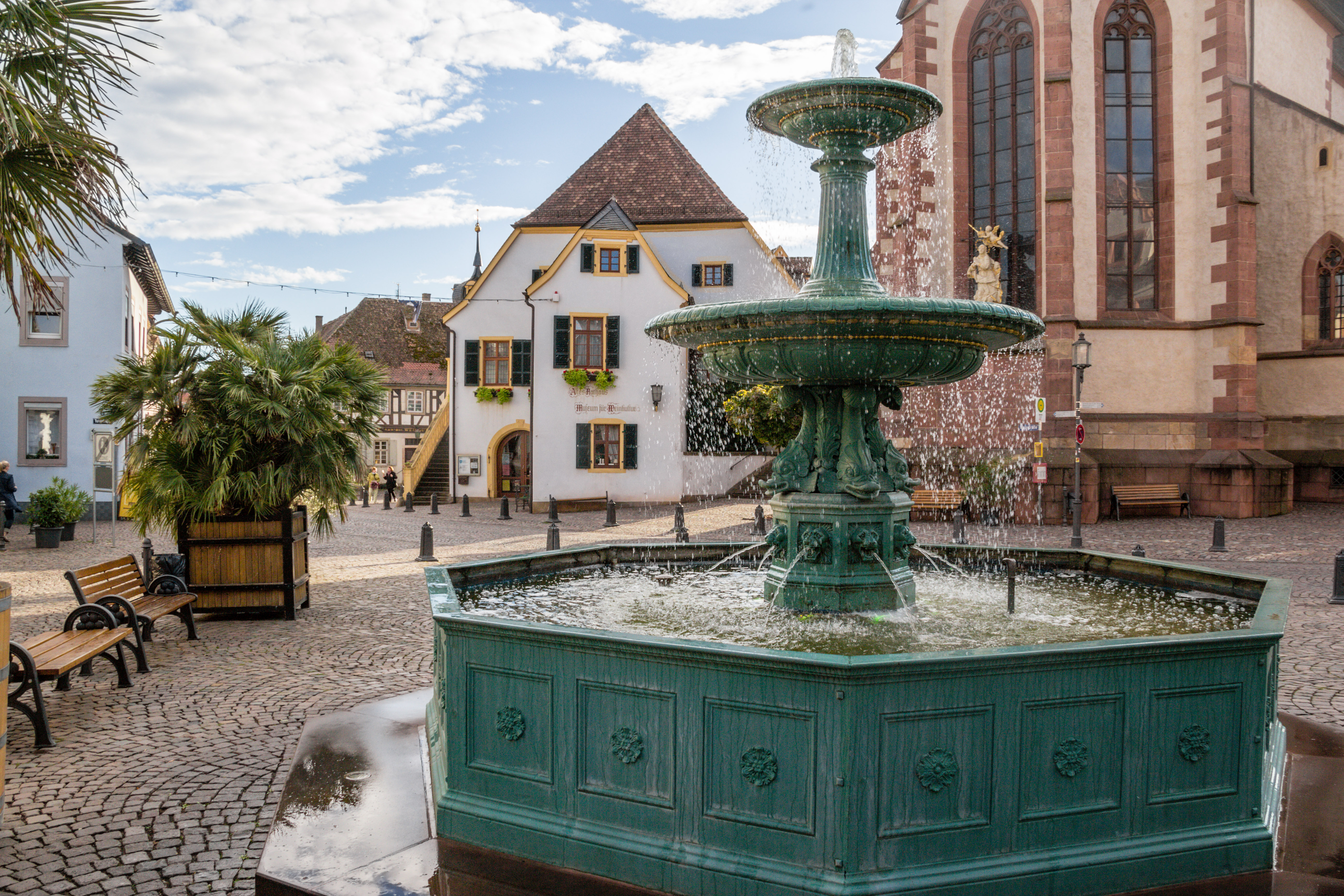
Андреасбруннен

#### Андреасбруннен (нем.Andreasbrunnen)
Старейший сохранившийся фонтан в городе, работа над которым была закончена приблизительно в 1851 году. Находится около городского рынка.

## Экономика и инфраструктура

### Виноградарство
Очень многие города Германии и города соседних стран славятся своим винным искусством, виноградарством. Дайдесхайм, как и многие соседние города германской винной дороги, о которой упоминалось выше, имеют винные погреба, которые впоследствии продаются в стране и за её пределами. В Дайдесхайме и его пригороде есть многочисленные винные заводы, которые приносят значительную помощь экономической ситуации в регионе.

### Консервирование фруктов
Помимо известных винных погребов и заводов в городе был завод, специализирующийся на консервации фруктов для дальнейшей их продажи. Компания участвовала в международной выставке в австрийской Вене в 1873 году, а также на местной выставке Пфальца, где компания была награждена медалью золотого Венка, которая является высшей наградой на выставке. Позднее, уже в 2016 году, из-за проблем с экономикой компания прекратила свою деятельность.

### Туризм
Прежде всего, важно отметить, что Дайдесхайм является курортным городом, в который туристы приезжают отдыхать. Как было сказано в разделе выше, спросом пользуется музей в исторической городской ратуши. Помимо того, в Дайдесхайм приезжают люди из соседних стран, чтобы побывать в винных погребах и посмотреть на процесс производства товаров местного винного завода.
Так как в городе проводятся винные фестивали, Дайдесхайм в этот период встречает гостей из соседних городов, регионов и стран. Имеется множество отелей, хостелов и гостиниц с различным рейтингом.

### Образование
Имеется два городских детских сада, которые были основаны в конце девятнадцатого и в конце двадцатого веков. Также в Дайдесхайме присутствуют две городские школы для младших, средних и старших классов.

#### Детские сады
Как было указано выше, город Дайдесхайм имеет два образовательных учреждения для детей дошкольного возраста, в которых обучаются дети с Дайдесхайма и пригородных населённых пунктов.

##### «Птичье гнездо»
Детский сад, возникший по требованию германских политиков Людвига Андреаса Иордана и Франца Петера Буля. Изначально располагался в местной больнице, где в 1856-м году впервые принял детскую группу. Спустя больше сорока лет, детский сад переехал в другое здание, и по данным на 2018 год, продолжает функционировать.

##### «Санкт-Хильдегард»
Католическое образовательное учреждение для детей дошкольного возраста. Был открыт значительно позже «Птичьего гнезда», в 1981 году.

#### Школы
Дайдесхайм имеет две школы, в которые ходят дети из самого города и ближайших населённых пунктов.

#### Библиотеки
Католической публичная библиотека находится непосредственно в Дайдесхайме. Люди разного возраста могут воспользоваться бесплатными услугами библиотеки, взяв книги или диски формата CD-ROM. В 2006-м году в библиотеке было зафиксировано двенадцать тысяч книг, которыми воспользовались жители города и ближайших регионов.